# Maratón Camberra

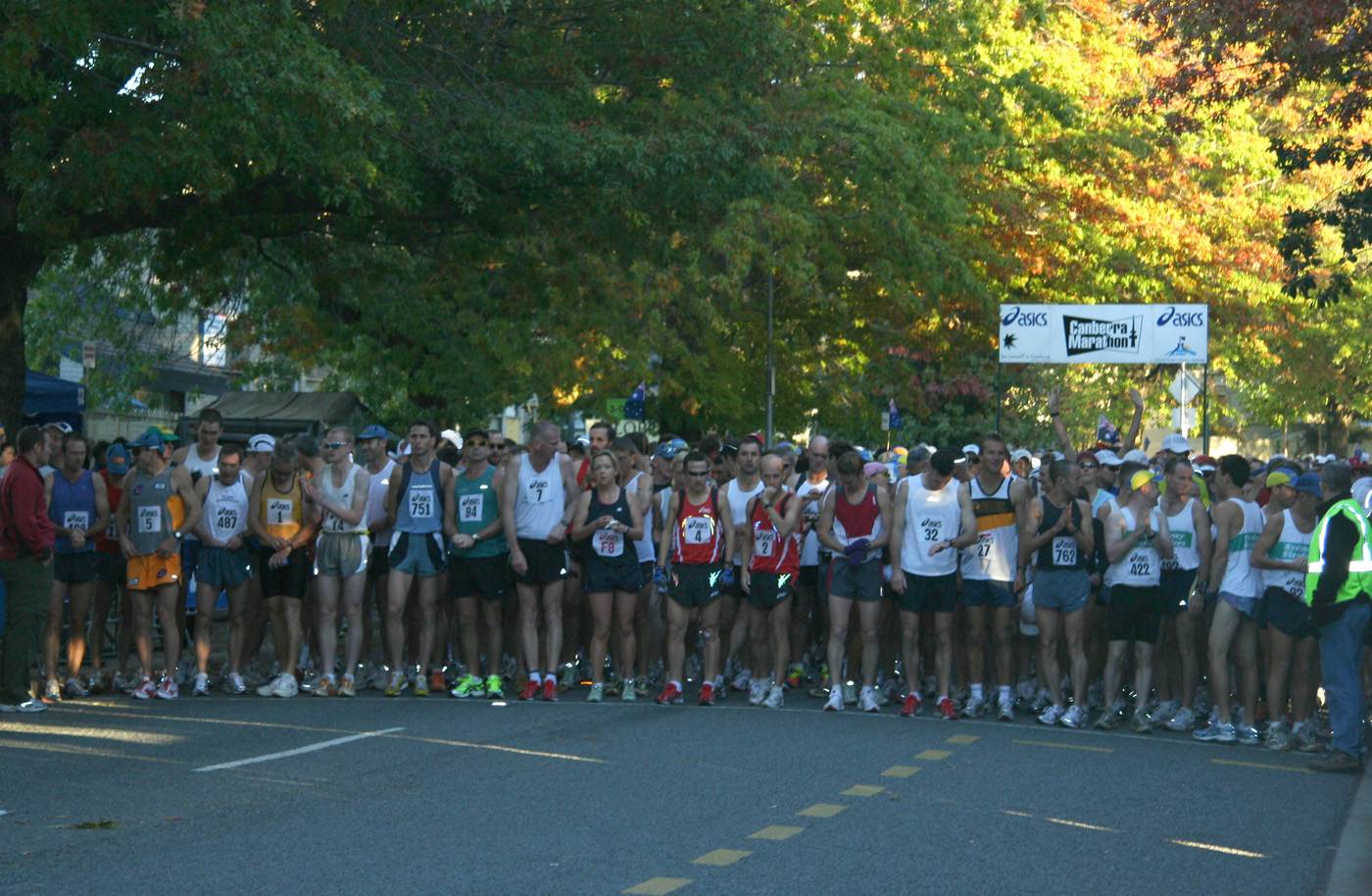
Festival de la Maratón del Canberra.

El Festival de la Maratón del Canberra Times es una maratón anual de 42,195 kilómetros que se celebra en la ciudad de Canberra (Australia). Se dice que la maratón, que se estableció en 1976, es la maratón urbana más antigua de Australia. Tiene lugar a principios de abril de cada año y comprende un festival de carreras: la carrera de 5 km un sábado, y la de 10 km, media maratón, maratón y ultramaratón al día siguiente.
El maratón comienza en la Escuela del Parque Telopea en el suburbio de Manuka, a la vista de la Casa del Parlamento. El recorrido comienza con una vuelta de 10 km alrededor de los viejos y nuevos edificios del Parlamento y otros importantes edificios gubernamentales. A continuación, se da una vuelta doble cruzando el lago Burley Griffin (por los puentes de Kings Avenue y Commonwealth Avenue) y a lo largo de Parkes Way hacia el intercambiador de Glenloch, que está muy cerca del monumento de la Torre Telstra.
Detalles del evento
El ultra maratón permite a los que se han inscrito en la carrera "ir más allá del maratón" y competir en una prueba de 50 km. Una vez que los participantes han completado el maratón, son registrados como finalistas de la maratón y son elegibles para completar la carrera de 50 km. Los corredores que completan 10 maratones de Canberra reciben el título honorífico de Griffin, en referencia al Lago Burley Griffin, que está en el centro de la maratón y de la ciudad de Canberra.
En el marco del Festival Australiano de Carreras, el evento trabaja para recaudar aproximadamente 200.000 dólares para más de 250 organizaciones benéficas en 2018. Los individuos o equipos pueden participar en el evento y trabajar para recaudar dinero para la organización benéfica de su elección; algunos equipos como "Team Beyond Blue" recaudan 25.099 dólares. Los individuos o equipos que participan en el evento contribuyen con una donación como parte de su inscripción y también pueden trabajar para acumular patrocinadores.